# Vuelta al Algarve 2024
La 50.ª edición de la competición ciclista Vuelta al Algarve fue una carrera de ciclismo en ruta por etapas que se celebró entre el 14 y el 18 de febrero de 2024 en Portugal con inicio en la ciudad de Portimão y final en el Alto do Malhão, sobre una distancia total de 752,7 kilómetros.
La carrera formó parte del UCI ProSeries 2023, calendario ciclístico mundial de segunda división, dentro de la categoría UCI 2.Pro. El vencedor fue el belga Remco Evenepoel del Soudal Quick-Step, quien estuvo acompañado en el podio por el colombiano Daniel Felipe Martínez del Bora-Hansgrohe y el esloveno Jan Tratnik del Visma | Lease a Bike, segundo y tercer clasificado respectivamente.

## Equipos participantes
Tomaron parte en la carrera 25 equipos: 13 de categoría UCI WorldTeam invitados por la organización, 3 de categoría UCI ProTeam y 9 de categoría Continental. Formaron así un pelotón de 175 ciclistas de los que acabaron 147. Los equipos participantes fueron:
| WorldTeams (13)- Alpecin-Deceuninck - Arkéa-B&B Hotels - Astana Qazaqstan Team - Bora-Hansgrohe - EF Education-EasyPost - Groupama-FDJ - Ineos Grenadiers - Intermarché-Wanty - Lidl-Trek - Soudal Quick-Step - Team dsm-firmenich PostNL - UAE Team Emirates - Team Visma \| Lease a Bike ProTeams (3)- Caja Rural-Seguros RGA - Tudor Pro Cycling Team - Uno-X Mobility Equipos continentales (9)- ABTF Betão-Feirense - AP Hotels & Resorts-Tavira-SC Farense - Aviludo-Louletano-Loulé Concelho - Credibom-La Alumínios-Marcos Car - Efapel Cycling - Kelly-Simoldes-UDO - Rádio Popular-Paredes-Boavista - Sabgal / Anicolor - Tavfer-Ovos Matinados-Mortágua |
| |

## Recorrido
La Vuelta al Algarve dispuso de cinco etapas dividido en dos etapas llanas, una etapa de media montaña, una etapa de alta montaña, y una contrarreloj individual en la última etapa, para un recorrido total de 752,7 kilómetros.
| Etapa     | Fecha     | Recorrido                          | type                    | Distancia (km) | Ganador                | Líder                  |
| --------- | --------- | ---------------------------------- | ----------------------- | -------------- | ---------------------- | ---------------------- |
| 1.ª etapa | 14 de feb | Portimão – Lagos                   | etapa escarpada         | 200,8          | Gerben Thijssen        | Gerben Thijssen        |
| 2.ª etapa | 15 de feb | Lagoa – Foia                       | etapa de media montaña  | 171,9          | Daniel Felipe Martínez | Daniel Felipe Martínez |
| 3.ª etapa | 16 de feb | Villarreal de San Antonio – Tavira | etapa escarpada         | 192,2          | Wout van Aert          | Daniel Felipe Martínez |
| 4.ª etapa | 17 de feb | Albufeira – Albufeira              | contrarreloj individual | 22             | Remco Evenepoel        | Remco Evenepoel        |
| 5.ª etapa | 18 de feb | Faro – Alto do Malhão              | etapa de media montaña  | 165,8          | Daniel Felipe Martínez | Remco Evenepoel        |

## Desarrollo de la carrera

### 1.ª etapa
| Portimão - Lagos | etapa escarpada | (200,8 km) |

| \| Clasificación de la etapa \| Clasificación de la etapa \| Clasificación de la etapa \| Clasificación de la etapa \| Clasificación de la etapa \| \| Ciclista \| Ciclista \| Equipo \| Tiempo \| \| \| ------------------------- \| ------------------------- \| ------------------------- \| ------------------------- \| ------------------------- \| \| 1.º \| Gerben Thijssen \| Intermarché-Wanty \| 4 h 52 min 04 s \| \| \| 2.º \| Marijn van den Berg \| EF Education-EasyPost \| + 0 s \| \| \| 3.º \| Jordi Meeus \| Bora-Hansgrohe \| + 0 s \| \| \| 4.º \| Lars Boven \| Alpecin-Deceuninck \| + 0 s \| \| \| 5.º \| Arnaud Démare \| Arkéa-B&B Hotels \| + 0 s \| \| \| 6.º \| Rui Oliveira \| UAE Team Emirates \| + 0 s \| \| \| 7.º \| Jasper Stuyven \| Lidl-Trek \| + 0 s \| \| \| 8.º \| Kim Heiduk \| Ineos Grenadiers \| + 0 s \| \| \| 9.º \| Luís Mendonça \| Sabgal-Anicolor \| + 0 s \| \| \| 10.º \| Casper van Uden \| Team dsm-firmenich PostNL \| + 0 s \| \| |                     |                           |                 |
| |                     |                           |                 |
| Fuente: ProCyclingStats |                     |                           |                 |
| Clasificación de la etapa |                     |                           |                 |
| Ciclista | Ciclista            | Equipo                    | Tiempo          |
| 1.º | Gerben Thijssen     | Intermarché-Wanty         | 4 h 52 min 04 s |
| 2.º | Marijn van den Berg | EF Education-EasyPost     | + 0 s           |
| 3.º | Jordi Meeus         | Bora-Hansgrohe            | + 0 s           |
| 4.º | Lars Boven          | Alpecin-Deceuninck        | + 0 s           |
| 5.º | Arnaud Démare       | Arkéa-B&B Hotels          | + 0 s           |
| 6.º | Rui Oliveira        | UAE Team Emirates         | + 0 s           |
| 7.º | Jasper Stuyven      | Lidl-Trek                 | + 0 s           |
| 8.º | Kim Heiduk          | Ineos Grenadiers          | + 0 s           |
| 9.º | Luís Mendonça       | Sabgal-Anicolor           | + 0 s           |
| 10.º | Casper van Uden     | Team dsm-firmenich PostNL | + 0 s           |

| \| Clasificación general \| Clasificación general \| Clasificación general \| Clasificación general \| Clasificación general \| \| Ciclista \| Ciclista \| Equipo \| Tiempo \| \| \| --------------------- \| --------------------- \| -------------------------------- \| --------------------- \| --------------------- \| \| 1.º \| Gerben Thijssen \| Intermarché-Wanty \| 4 h 51 min 54 s \| \| \| 2.º \| Marijn van den Berg \| EF Education-EasyPost \| + 4 s \| \| \| 3.º \| Tobias Bayer \| Alpecin-Deceuninck \| + 4 s \| \| \| 4.º \| Jordi Meeus \| Bora-Hansgrohe \| + 6 s \| \| \| 5.º \| Tomás Contte \| Aviludo-Louletano-Loulé Concelho \| + 8 s \| \| \| 6.º \| Lars Boven \| Alpecin-Deceuninck \| + 10 s \| \| \| 7.º \| Arnaud Démare \| Arkéa-B&B Hotels \| + 10 s \| \| \| 8.º \| Rui Oliveira \| UAE Team Emirates \| + 10 s \| \| \| 9.º \| Jasper Stuyven \| Lidl-Trek \| + 10 s \| \| \| 10.º \| Kim Heiduk \| Ineos Grenadiers \| + 10 s \| \| |                     |                                  |                 |
| |                     |                                  |                 |
| Fuente: ProCyclingStats |                     |                                  |                 |
| Clasificación general |                     |                                  |                 |
| Ciclista | Ciclista            | Equipo                           | Tiempo          |
| 1.º | Gerben Thijssen     | Intermarché-Wanty                | 4 h 51 min 54 s |
| 2.º | Marijn van den Berg | EF Education-EasyPost            | + 4 s           |
| 3.º | Tobias Bayer        | Alpecin-Deceuninck               | + 4 s           |
| 4.º | Jordi Meeus         | Bora-Hansgrohe                   | + 6 s           |
| 5.º | Tomás Contte        | Aviludo-Louletano-Loulé Concelho | + 8 s           |
| 6.º | Lars Boven          | Alpecin-Deceuninck               | + 10 s          |
| 7.º | Arnaud Démare       | Arkéa-B&B Hotels                 | + 10 s          |
| 8.º | Rui Oliveira        | UAE Team Emirates                | + 10 s          |
| 9.º | Jasper Stuyven      | Lidl-Trek                        | + 10 s          |
| 10.º | Kim Heiduk          | Ineos Grenadiers                 | + 10 s          |

### 2.ª etapa
| Lagoa - Foia | etapa de media montaña | (171,9 km) |

| \| Clasificación de la etapa \| Clasificación de la etapa \| Clasificación de la etapa \| Clasificación de la etapa \| Clasificación de la etapa \| \| Ciclista \| Ciclista \| Equipo \| Tiempo \| \| \| ------------------------- \| ------------------------- \| -------------------------- \| ------------------------- \| ------------------------- \| \| 1.º \| Daniel Felipe Martínez \| Bora-Hansgrohe \| 4 h 40 min 21 s \| \| \| 2.º \| Remco Evenepoel \| Soudal Quick-Step \| + 0 s \| \| \| 3.º \| Sepp Kuss \| Team Visma \\| Lease a Bike \| + 6 s \| \| \| 4.º \| Sergio Higuita \| Bora-Hansgrohe \| + 7 s \| \| \| 5.º \| Jan Tratnik \| Team Visma \\| Lease a Bike \| + 8 s \| \| \| 6.º \| Thomas Pidcock \| Ineos Grenadiers \| + 9 s \| \| \| 7.º \| Tao Geoghegan Hart \| Lidl-Trek \| + 9 s \| \| \| 8.º \| Thymen Arensman \| Ineos Grenadiers \| + 12 s \| \| \| 9.º \| Mikel Landa \| Soudal Quick-Step \| + 13 s \| \| \| 10.º \| Christian Scaroni \| Astana Qazaqstan Team \| + 17 s \| \| |                        |                            |                 |
| |                        |                            |                 |
| Fuente: ProCyclingStats |                        |                            |                 |
| Clasificación de la etapa |                        |                            |                 |
| Ciclista | Ciclista               | Equipo                     | Tiempo          |
| 1.º | Daniel Felipe Martínez | Bora-Hansgrohe             | 4 h 40 min 21 s |
| 2.º | Remco Evenepoel        | Soudal Quick-Step          | + 0 s           |
| 3.º | Sepp Kuss              | Team Visma \| Lease a Bike | + 6 s           |
| 4.º | Sergio Higuita         | Bora-Hansgrohe             | + 7 s           |
| 5.º | Jan Tratnik            | Team Visma \| Lease a Bike | + 8 s           |
| 6.º | Thomas Pidcock         | Ineos Grenadiers           | + 9 s           |
| 7.º | Tao Geoghegan Hart     | Lidl-Trek                  | + 9 s           |
| 8.º | Thymen Arensman        | Ineos Grenadiers           | + 12 s          |
| 9.º | Mikel Landa            | Soudal Quick-Step          | + 13 s          |
| 10.º | Christian Scaroni      | Astana Qazaqstan Team      | + 17 s          |

| \| Clasificación general \| Clasificación general \| Clasificación general \| Clasificación general \| Clasificación general \| \| Ciclista \| Ciclista \| Equipo \| Tiempo \| \| \| --------------------- \| ---------------------- \| -------------------------- \| --------------------- \| --------------------- \| \| 1.º \| Daniel Felipe Martínez \| Bora-Hansgrohe \| 9 h 32 min 14 s \| \| \| 2.º \| Remco Evenepoel \| Soudal Quick-Step \| + 4 s \| \| \| 3.º \| Sepp Kuss \| Team Visma \\| Lease a Bike \| + 12 s \| \| \| 4.º \| Sergio Higuita \| Bora-Hansgrohe \| + 16 s \| \| \| 5.º \| Jan Tratnik \| Team Visma \\| Lease a Bike \| + 18 s \| \| \| 6.º \| Tao Geoghegan Hart \| Lidl-Trek \| + 18 s \| \| \| 7.º \| Thomas Pidcock \| Ineos Grenadiers \| + 18 s \| \| \| 8.º \| Thymen Arensman \| Ineos Grenadiers \| + 23 s \| \| \| 9.º \| Mikel Landa \| Soudal Quick-Step \| + 23 s \| \| \| 10.º \| Christian Scaroni \| Astana Qazaqstan Team \| + 28 s \| \| |                        |                            |                 |
| |                        |                            |                 |
| Fuente: ProCyclingStats |                        |                            |                 |
| Clasificación general |                        |                            |                 |
| Ciclista | Ciclista               | Equipo                     | Tiempo          |
| 1.º | Daniel Felipe Martínez | Bora-Hansgrohe             | 9 h 32 min 14 s |
| 2.º | Remco Evenepoel        | Soudal Quick-Step          | + 4 s           |
| 3.º | Sepp Kuss              | Team Visma \| Lease a Bike | + 12 s          |
| 4.º | Sergio Higuita         | Bora-Hansgrohe             | + 16 s          |
| 5.º | Jan Tratnik            | Team Visma \| Lease a Bike | + 18 s          |
| 6.º | Tao Geoghegan Hart     | Lidl-Trek                  | + 18 s          |
| 7.º | Thomas Pidcock         | Ineos Grenadiers           | + 18 s          |
| 8.º | Thymen Arensman        | Ineos Grenadiers           | + 23 s          |
| 9.º | Mikel Landa            | Soudal Quick-Step          | + 23 s          |
| 10.º | Christian Scaroni      | Astana Qazaqstan Team      | + 28 s          |

### 3.ª etapa
| Villarreal de San Antonio - Tavira | etapa escarpada | (192,2 km) |

| \| Clasificación de la etapa \| Clasificación de la etapa \| Clasificación de la etapa \| Clasificación de la etapa \| Clasificación de la etapa \| \| Ciclista \| Ciclista \| Equipo \| Tiempo \| \| \| ------------------------- \| ------------------------- \| -------------------------- \| ------------------------- \| ------------------------- \| \| 1.º \| Wout van Aert \| Team Visma \\| Lease a Bike \| 4 h 50 min 57 s \| \| \| 2.º \| Rui Oliveira \| UAE Team Emirates \| + 0 s \| \| \| 3.º \| Marius Mayrhofer \| Tudor Pro Cycling Team \| + 0 s \| \| \| 4.º \| Gerben Thijssen \| Intermarché-Wanty \| + 0 s \| \| \| 5.º \| Stefan Bissegger \| EF Education-EasyPost \| + 0 s \| \| \| 6.º \| Rasmus Tiller \| Uno-X Mobility \| + 0 s \| \| \| 7.º \| Jasper Stuyven \| Lidl-Trek \| + 0 s \| \| \| 8.º \| Magnus Cort \| Uno-X Mobility \| + 0 s \| \| \| 9.º \| Yevgueni Fiodorov \| Astana Qazaqstan Team \| + 0 s \| \| \| 10.º \| Santiago Mesa \| Efapel Cycling \| + 0 s \| \| |                   |                            |                 |
| |                   |                            |                 |
| Fuente: ProCyclingStats |                   |                            |                 |
| Clasificación de la etapa |                   |                            |                 |
| Ciclista | Ciclista          | Equipo                     | Tiempo          |
| 1.º | Wout van Aert     | Team Visma \| Lease a Bike | 4 h 50 min 57 s |
| 2.º | Rui Oliveira      | UAE Team Emirates          | + 0 s           |
| 3.º | Marius Mayrhofer  | Tudor Pro Cycling Team     | + 0 s           |
| 4.º | Gerben Thijssen   | Intermarché-Wanty          | + 0 s           |
| 5.º | Stefan Bissegger  | EF Education-EasyPost      | + 0 s           |
| 6.º | Rasmus Tiller     | Uno-X Mobility             | + 0 s           |
| 7.º | Jasper Stuyven    | Lidl-Trek                  | + 0 s           |
| 8.º | Magnus Cort       | Uno-X Mobility             | + 0 s           |
| 9.º | Yevgueni Fiodorov | Astana Qazaqstan Team      | + 0 s           |
| 10.º | Santiago Mesa     | Efapel Cycling             | + 0 s           |

| \| Clasificación general \| Clasificación general \| Clasificación general \| Clasificación general \| Clasificación general \| \| Ciclista \| Ciclista \| Equipo \| Tiempo \| \| \| --------------------- \| ---------------------- \| -------------------------- \| --------------------- \| --------------------- \| \| 1.º \| Daniel Felipe Martínez \| Bora-Hansgrohe \| 14 h 23 min 11 s \| \| \| 2.º \| Remco Evenepoel \| Soudal Quick-Step \| + 4 s \| \| \| 3.º \| Sepp Kuss \| Team Visma \\| Lease a Bike \| + 12 s \| \| \| 4.º \| Sergio Higuita \| Bora-Hansgrohe \| + 16 s \| \| \| 5.º \| Jan Tratnik \| Team Visma \\| Lease a Bike \| + 18 s \| \| \| 6.º \| Thomas Pidcock \| Ineos Grenadiers \| + 18 s \| \| \| 7.º \| Wout van Aert \| Team Visma \\| Lease a Bike \| + 22 s \| \| \| 8.º \| Thymen Arensman \| Ineos Grenadiers \| + 23 s \| \| \| 9.º \| Mikel Landa \| Soudal Quick-Step \| + 23 s \| \| \| 10.º \| Christian Scaroni \| Astana Qazaqstan Team \| + 28 s \| \| |                        |                            |                  |
| |                        |                            |                  |
| Fuente: ProCyclingStats |                        |                            |                  |
| Clasificación general |                        |                            |                  |
| Ciclista | Ciclista               | Equipo                     | Tiempo           |
| 1.º | Daniel Felipe Martínez | Bora-Hansgrohe             | 14 h 23 min 11 s |
| 2.º | Remco Evenepoel        | Soudal Quick-Step          | + 4 s            |
| 3.º | Sepp Kuss              | Team Visma \| Lease a Bike | + 12 s           |
| 4.º | Sergio Higuita         | Bora-Hansgrohe             | + 16 s           |
| 5.º | Jan Tratnik            | Team Visma \| Lease a Bike | + 18 s           |
| 6.º | Thomas Pidcock         | Ineos Grenadiers           | + 18 s           |
| 7.º | Wout van Aert          | Team Visma \| Lease a Bike | + 22 s           |
| 8.º | Thymen Arensman        | Ineos Grenadiers           | + 23 s           |
| 9.º | Mikel Landa            | Soudal Quick-Step          | + 23 s           |
| 10.º | Christian Scaroni      | Astana Qazaqstan Team      | + 28 s           |

### 4.ª etapa
| Albufeira - Albufeira | contrarreloj individual | (22 km) |

| \| Clasificación de la etapa \| Clasificación de la etapa \| Clasificación de la etapa \| Clasificación de la etapa \| Clasificación de la etapa \| \| Ciclista \| Ciclista \| Equipo \| Tiempo \| \| \| ------------------------- \| ------------------------- \| -------------------------- \| ------------------------- \| ------------------------- \| \| 1.º \| Remco Evenepoel \| Soudal Quick-Step \| 27 min 09 s \| \| \| 2.º \| Magnus Sheffield \| Ineos Grenadiers \| + 16 s \| \| \| 3.º \| Stefan Küng \| Groupama-FDJ \| + 29 s \| \| \| 4.º \| Isaac Del Toro \| UAE Team Emirates \| + 37 s \| \| \| 5.º \| Mattia Cattaneo \| Soudal Quick-Step \| + 46 s \| \| \| 6.º \| Filippo Ganna \| Ineos Grenadiers \| + 47 s \| \| \| 7.º \| Ben Healy \| EF Education-EasyPost \| + 48 s \| \| \| 8.º \| Daniel Felipe Martínez \| Bora-Hansgrohe \| + 51 s \| \| \| 9.º \| Rune Herregodts \| Intermarché-Wanty \| + 58 s \| \| \| 10.º \| Jan Tratnik \| Team Visma \\| Lease a Bike \| + 58 s \| \| |                        |                            |             |
| |                        |                            |             |
| Fuente: ProCyclingStats |                        |                            |             |
| Clasificación de la etapa |                        |                            |             |
| Ciclista | Ciclista               | Equipo                     | Tiempo      |
| 1.º | Remco Evenepoel        | Soudal Quick-Step          | 27 min 09 s |
| 2.º | Magnus Sheffield       | Ineos Grenadiers           | + 16 s      |
| 3.º | Stefan Küng            | Groupama-FDJ               | + 29 s      |
| 4.º | Isaac Del Toro         | UAE Team Emirates          | + 37 s      |
| 5.º | Mattia Cattaneo        | Soudal Quick-Step          | + 46 s      |
| 6.º | Filippo Ganna          | Ineos Grenadiers           | + 47 s      |
| 7.º | Ben Healy              | EF Education-EasyPost      | + 48 s      |
| 8.º | Daniel Felipe Martínez | Bora-Hansgrohe             | + 51 s      |
| 9.º | Rune Herregodts        | Intermarché-Wanty          | + 58 s      |
| 10.º | Jan Tratnik            | Team Visma \| Lease a Bike | + 58 s      |

| \| Clasificación general \| Clasificación general \| Clasificación general \| Clasificación general \| Clasificación general \| \| Ciclista \| Ciclista \| Equipo \| Tiempo \| \| \| --------------------- \| ---------------------- \| -------------------------- \| --------------------- \| --------------------- \| \| 1.º \| Remco Evenepoel \| Soudal Quick-Step \| 14 h 50 min 24 s \| \| \| 2.º \| Daniel Felipe Martínez \| Bora-Hansgrohe \| + 47 s \| \| \| 3.º \| Jan Tratnik \| Team Visma \\| Lease a Bike \| + 1 min 12 s \| \| \| 4.º \| Wout van Aert \| Team Visma \\| Lease a Bike \| + 1 min 18 s \| \| \| 5.º \| Stefan Küng \| Groupama-FDJ \| + 1 min 18 s \| \| \| 6.º \| Ben Healy \| EF Education-EasyPost \| + 1 min 20 s \| \| \| 7.º \| Thymen Arensman \| Ineos Grenadiers \| + 1 min 23 s \| \| \| 8.º \| Magnus Sheffield \| Ineos Grenadiers \| + 1 min 34 s \| \| \| 9.º \| António Morgado \| UAE Team Emirates \| + 1 min 39 s \| \| \| 10.º \| Thomas Pidcock \| Ineos Grenadiers \| + 1 min 44 s \| \| |                        |                            |                  |
| |                        |                            |                  |
| Fuente: ProCyclingStats |                        |                            |                  |
| Clasificación general |                        |                            |                  |
| Ciclista | Ciclista               | Equipo                     | Tiempo           |
| 1.º | Remco Evenepoel        | Soudal Quick-Step          | 14 h 50 min 24 s |
| 2.º | Daniel Felipe Martínez | Bora-Hansgrohe             | + 47 s           |
| 3.º | Jan Tratnik            | Team Visma \| Lease a Bike | + 1 min 12 s     |
| 4.º | Wout van Aert          | Team Visma \| Lease a Bike | + 1 min 18 s     |
| 5.º | Stefan Küng            | Groupama-FDJ               | + 1 min 18 s     |
| 6.º | Ben Healy              | EF Education-EasyPost      | + 1 min 20 s     |
| 7.º | Thymen Arensman        | Ineos Grenadiers           | + 1 min 23 s     |
| 8.º | Magnus Sheffield       | Ineos Grenadiers           | + 1 min 34 s     |
| 9.º | António Morgado        | UAE Team Emirates          | + 1 min 39 s     |
| 10.º | Thomas Pidcock         | Ineos Grenadiers           | + 1 min 44 s     |

### 5.ª etapa
| Faro - Alto do Malhão | etapa de media montaña | (165,8 km) |

| \| Clasificación de la etapa \| Clasificación de la etapa \| Clasificación de la etapa \| Clasificación de la etapa \| Clasificación de la etapa \| \| Ciclista \| Ciclista \| Equipo \| Tiempo \| \| \| ------------------------- \| ------------------------- \| -------------------------- \| ------------------------- \| ------------------------- \| \| 1.º \| Daniel Felipe Martínez \| Bora-Hansgrohe \| 3 h 55 min 35 s \| \| \| 2.º \| Remco Evenepoel \| Soudal Quick-Step \| + 0 s \| \| \| 3.º \| Thomas Pidcock \| Ineos Grenadiers \| + 3 s \| \| \| 4.º \| Christian Scaroni \| Astana Qazaqstan Team \| + 7 s \| \| \| 5.º \| Jan Tratnik \| Team Visma \\| Lease a Bike \| + 7 s \| \| \| 6.º \| Sepp Kuss \| Team Visma \\| Lease a Bike \| + 7 s \| \| \| 7.º \| Tao Geoghegan Hart \| Lidl-Trek \| + 16 s \| \| \| 8.º \| Ben Healy \| EF Education-EasyPost \| + 16 s \| \| \| 9.º \| Thymen Arensman \| Ineos Grenadiers \| + 16 s \| \| \| 10.º \| António Morgado \| UAE Team Emirates \| + 24 s \| \| |                        |                            |                 |
| |                        |                            |                 |
| Fuente: ProCyclingStats |                        |                            |                 |
| Clasificación de la etapa |                        |                            |                 |
| Ciclista | Ciclista               | Equipo                     | Tiempo          |
| 1.º | Daniel Felipe Martínez | Bora-Hansgrohe             | 3 h 55 min 35 s |
| 2.º | Remco Evenepoel        | Soudal Quick-Step          | + 0 s           |
| 3.º | Thomas Pidcock         | Ineos Grenadiers           | + 3 s           |
| 4.º | Christian Scaroni      | Astana Qazaqstan Team      | + 7 s           |
| 5.º | Jan Tratnik            | Team Visma \| Lease a Bike | + 7 s           |
| 6.º | Sepp Kuss              | Team Visma \| Lease a Bike | + 7 s           |
| 7.º | Tao Geoghegan Hart     | Lidl-Trek                  | + 16 s          |
| 8.º | Ben Healy              | EF Education-EasyPost      | + 16 s          |
| 9.º | Thymen Arensman        | Ineos Grenadiers           | + 16 s          |
| 10.º | António Morgado        | UAE Team Emirates          | + 24 s          |

## Clasificaciones finales
- Las clasificaciones finalizaron de la siguiente forma:[5]

### Clasificación general
| \| Clasificación general \| Clasificación general \| Clasificación general \| Clasificación general \| Clasificación general \| \| Ciclista \| Ciclista \| Equipo \| Tiempo \| \| \| --------------------- \| ---------------------- \| -------------------------- \| --------------------- \| --------------------- \| \| 1.º \| Remco Evenepoel \| Soudal Quick-Step \| 18 h 45 min 53 s \| \| \| 2.º \| Daniel Felipe Martínez \| Bora-Hansgrohe \| + 43 s \| \| \| 3.º \| Jan Tratnik \| Team Visma \\| Lease a Bike \| + 1 min 21 s \| \| \| 4.º \| Ben Healy \| EF Education-EasyPost \| + 1 min 42 s \| \| \| 5.º \| Thymen Arensman \| Ineos Grenadiers \| + 1 min 45 s \| \| \| 6.º \| Thomas Pidcock \| Ineos Grenadiers \| + 1 min 49 s \| \| \| 7.º \| Wout van Aert \| Team Visma \\| Lease a Bike \| + 1 min 57 s \| \| \| 8.º \| Sepp Kuss \| Team Visma \\| Lease a Bike \| + 1 min 59 s \| \| \| 9.º \| Stefan Küng \| Groupama-FDJ \| + 2 min 06 s \| \| \| 10.º \| António Morgado \| UAE Team Emirates \| + 2 min 09 s \| \| |                        |                            |                  |
| |                        |                            |                  |
| Fuente: ProCyclingStats |                        |                            |                  |
| Clasificación general |                        |                            |                  |
| Ciclista | Ciclista               | Equipo                     | Tiempo           |
| 1.º | Remco Evenepoel        | Soudal Quick-Step          | 18 h 45 min 53 s |
| 2.º | Daniel Felipe Martínez | Bora-Hansgrohe             | + 43 s           |
| 3.º | Jan Tratnik            | Team Visma \| Lease a Bike | + 1 min 21 s     |
| 4.º | Ben Healy              | EF Education-EasyPost      | + 1 min 42 s     |
| 5.º | Thymen Arensman        | Ineos Grenadiers           | + 1 min 45 s     |
| 6.º | Thomas Pidcock         | Ineos Grenadiers           | + 1 min 49 s     |
| 7.º | Wout van Aert          | Team Visma \| Lease a Bike | + 1 min 57 s     |
| 8.º | Sepp Kuss              | Team Visma \| Lease a Bike | + 1 min 59 s     |
| 9.º | Stefan Küng            | Groupama-FDJ               | + 2 min 06 s     |
| 10.º | António Morgado        | UAE Team Emirates          | + 2 min 09 s     |

### Clasificación de la montaña
| Clasificación de la montaña | Clasificación de la montaña | Clasificación de la montaña      | Clasificación de la montaña | Clasificación de la montaña |
| Ciclista                    | Ciclista                    | Equipo                           | Puntos                      |                             |
| --------------------------- | --------------------------- | -------------------------------- | --------------------------- | --------------------------- |
| 1.º                         | Daniel Felipe Martínez      | Bora-Hansgrohe                   | 16 pts                      |                             |
| 2.º                         | Remco Evenepoel             | Soudal Quick-Step                | 14 pts                      |                             |
| 3.º                         | Andreas Leknessund          | Uno-X Mobility                   | 13 pts                      |                             |
| 4.º                         | Sepp Kuss                   | Team Visma \| Lease a Bike       | 9 pts                       |                             |
| 5.º                         | Nicolás Tivani              | Aviludo-Louletano-Loulé Concelho | 8 pts                       |                             |
| 6.º                         | Wout van Aert               | Team Visma \| Lease a Bike       | 8 pts                       |                             |
| 7.º                         | Tomás Contte                | Aviludo-Louletano-Loulé Concelho | 7 pts                       |                             |
| 8.º                         | Ben Healy                   | EF Education-EasyPost            | 6 pts                       |                             |
| 9.º                         | Martin Bugge Urianstad      | Uno-X Mobility                   | 6 pts                       |                             |
| 10.º                        | Max Walker                  | Astana Qazaqstan Team            | 6 pts                       |                             |

### Clasificación de los puntos
| Clasificación por puntos | Clasificación por puntos | Clasificación por puntos   | Clasificación por puntos | Clasificación por puntos |
| Ciclista                 | Ciclista                 | Equipo                     | Puntos                   |                          |
| ------------------------ | ------------------------ | -------------------------- | ------------------------ | ------------------------ |
| 1.º                      | Gerben Thijssen          | Intermarché-Wanty          | 44 pts                   |                          |
| 2.º                      | Daniel Felipe Martínez   | Bora-Hansgrohe             | 30 pts                   |                          |
| 3.º                      | Wout van Aert            | Team Visma \| Lease a Bike | 29 pts                   |                          |
| 4.º                      | Rui Oliveira             | UAE Team Emirates          | 28 pts                   |                          |
| 5.º                      | Remco Evenepoel          | Soudal Quick-Step          | 24 pts                   |                          |
| 6.º                      | Jan Tratnik              | Team Visma \| Lease a Bike | 16 pts                   |                          |
| 7.º                      | Marius Mayrhofer         | Tudor Pro Cycling Team     | 16 pts                   |                          |
| 8.º                      | Jordi Meeus              | Bora-Hansgrohe             | 16 pts                   |                          |
| 9.º                      | Thomas Pidcock           | Ineos Grenadiers           | 15 pts                   |                          |
| 10.º                     | Sepp Kuss                | Team Visma \| Lease a Bike | 15 pts                   |                          |

### Clasificación de los jóvenes
| Clasificación del mejor joven | Clasificación del mejor joven | Clasificación del mejor joven    | Clasificación del mejor joven | Clasificación del mejor joven |
| Ciclista                      | Ciclista                      | Equipo                           | Tiempo                        |                               |
| ----------------------------- | ----------------------------- | -------------------------------- | ----------------------------- | ----------------------------- |
| 1.º                           | António Morgado               | UAE Team Emirates                | 18 h 48 min 02 s              |                               |
| 2.º                           | Magnus Sheffield              | Ineos Grenadiers                 | + 3 min 32 s                  |                               |
| 3.º                           | Jan Christen                  | UAE Team Emirates                | + 4 min 43 s                  |                               |
| 4.º                           | Per Strand Hagenes            | Team Visma \| Lease a Bike       | + 10 min 39 s                 |                               |
| 5.º                           | Jaume Guardeño                | Caja Rural-Seguros RGA           | + 13 min 18 s                 |                               |
| 6.º                           | Enzo Paleni                   | Groupama-FDJ                     | + 21 min 31 s                 |                               |
| 7.º                           | Mathias Vacek                 | Lidl-Trek                        | + 27 min 01 s                 |                               |
| 8.º                           | Pavel Bittner                 | Team dsm-firmenich PostNL        | + 28 min 12 s                 |                               |
| 9.º                           | Alexandre Montez              | Credibom-LA Alumínios-Marcos Car | + 31 min 36 s                 |                               |
| 10.º                          | Duarte Domingues              | Sabgal-Anicolor                  | + 44 min 20 s                 |                               |

### Clasificación por equipos
| Clasificación por equipos | Clasificación por equipos  | Clasificación por equipos | Clasificación por equipos |
| Equipo                    | Equipo                     | Tiempo                    |                           |
| ------------------------- | -------------------------- | ------------------------- | ------------------------- |
| 1.º                       | Team Visma \| Lease a Bike | 56 h 22 min 29 s          |                           |
| 2.º                       | Bora-Hansgrohe             | + 1 min 28 s              |                           |
| 3.º                       | Ineos Grenadiers           | + 3 min 16 s              |                           |
| 4.º                       | Soudal Quick-Step          | + 9 min 23 s              |                           |
| 5.º                       | UAE Team Emirates          | + 9 min 29 s              |                           |
| 6.º                       | EF Education-EasyPost      | + 9 min 53 s              |                           |
| 7.º                       | Lidl-Trek                  | + 14 min 26 s             |                           |
| 8.º                       | Astana Qazaqstan Team      | + 15 min 14 s             |                           |
| 9.º                       | Uno-X Mobility             | + 21 min 42 s             |                           |
| 10.º                      | Groupama-FDJ               | + 22 min 22 s             |                           |

## Evolución de las clasificaciones
| Etapa                   |                         | Ganador _              | Clasificación general  | Puntos          | Montaña                | Jóvenes          | Equipo _                   |
| ----------------------- | ----------------------- | ---------------------- | ---------------------- | --------------- | ---------------------- | ---------------- | -------------------------- |
| 1.ª etapa               | etapa escarpada         | Gerben Thijssen        | Gerben Thijssen        | Gerben Thijssen | Tomás Contte           | Magnus Sheffield | Ineos Grenadiers           |
| 2.ª etapa               | etapa de media montaña  | Daniel Felipe Martínez | Daniel Felipe Martínez | Gerben Thijssen | Daniel Felipe Martínez | António Morgado  | Bora-Hansgrohe             |
| 3.ª etapa               | etapa escarpada         | Wout van Aert          | Daniel Felipe Martínez | Gerben Thijssen | Daniel Felipe Martínez | António Morgado  | Bora-Hansgrohe             |
| 4.ª etapa               | contrarreloj individual | Remco Evenepoel        | Remco Evenepoel        | Gerben Thijssen | Daniel Felipe Martínez | Magnus Sheffield | Ineos Grenadiers           |
| 5.ª etapa               | etapa de media montaña  | Daniel Felipe Martínez | Remco Evenepoel        | Gerben Thijssen | Daniel Felipe Martínez | António Morgado  | Team Visma \| Lease a Bike |
| Clasificaciones finales | Clasificaciones finales |                        | Remco Evenepoel        | Gerben Thijssen | Daniel Felipe Martínez | António Morgado  | Team Visma \| Lease a Bike |

## Ciclistas participantes y posiciones finales
Convenciones:
- AB-N: Abandono en la etapa "N"
- FLT-N: Retiro por arribo fuera del límite de tiempo en la etapa "N"
- NTS-N: No tomó la salida para la etapa "N"
- DES-N: Descalificado o expulsado en la etapa "N"

## UCI World Ranking
La Vuelta al Algarve otorgó puntos para el UCI World Ranking para corredores de los equipos en las categorías UCI WorldTeam, UCI ProTeam y Continental. Las siguientes tablas son el baremo de puntuación y los diez corredores que obtuvieron más puntos:
| Posición              | 1.º | 2.º | 3.º | 4.º | 5.º | 6.º | 7.º | 8.º | 9.º | 10.º | 11.º | 12.º | 13.º | 14.º | 15.º | 16.º-30.º | 31.º-40.º |
| Clasificación general | 200 | 150 | 125 | 100 | 85  | 70  | 60  | 50  | 40  | 35   | 30   | 25   | 20   | 15   | 10   | 5         | 3         |
| Por etapa             | 20  | 15  | 10  | 5   | 3   |     |     |     |     |      |      |      |      |      |      |           |           |
| Líder                 | 5   |     |     |     |     |     |     |     |     |      |      |      |      |      |      |           |           |

| Clasificación |                        |                       |         |       |       |       |
| Posición      | Ciclista               | Equipo                | General | Etapa | Líder | Total |
| ------------- | ---------------------- | --------------------- | ------- | ----- | ----- | ----- |
| 1.º           | Remco Evenepoel        | Soudal Quick-Step     | 200     | 50    | 5     | 255   |
| 2.º           | Daniel Felipe Martínez | Bora-Hansgrohe        | 150     | 40    | 10    | 200   |
| 3.º           | Jan Tratnik            | Visma \| Lease a Bike | 125     | 6     | -     | 131   |
| 4.º           | Ben Healy              | EF Education-EasyPost | 100     | -     | -     | 100   |
| 5.º           | Thymen Arensman        | INEOS Grenadiers      | 85      | -     | -     | 85    |
| 6.º           | Thomas Pidcock         | INEOS Grenadiers      | 70      | 10    | -     | 80    |
| 7.º           | Wout van Aert          | Visma \| Lease a Bike | 60      | 20    | -     | 80    |
| 8.º           | Sepp Kuss              | Visma \| Lease a Bike | 50      | 10    | -     | 60    |
| 9.º           | Stefan Küng            | Groupama-FDJ          | 40      | 10    | -     | 50    |
| 10.º          | António Morgado        | UAE Emirates          | 35      | -     | -     | 35    |